# Várdomb
Várdomb è un comune dell'Ungheria centro-meridionale di 1 210 abitanti (dati 2005). È situato nella contea di Tolna.

## Storia
Nei suoi pressi si trovava l'antico castrum romano di Ad Statuas, almeno fin dall'epoca dei Flavi.